# Шарло в Іспанії
«Шарло в Іспанії» (фр. Les Charlots font l'Espagne) — французько-іспанський фільм режисера Жана Жиро, знятий у 1972 році.

## Сюжет
Четверо друзів, які працюють у RATP, цього року планували поїхати до Іспанії. Але коли вони приїжджають із туристами, вони дізнаються, що директор турагентства разом із касою поїхав на Багами та не забронював їм номери. Після чого вони потрапляють у безперервні пригоди.

## В ролях
| Актор                      | Роль            |
| -------------------------- | --------------- |
| Жерар Рінальді             | Жерар           |
| Жан Саррюс                 | Жан             |
| Жерар Філіпеллі            | Філ             |
| Жан-Гі Фешнер              | Жан-Гі          |
| Жак Легра                  | водій           |
| Дон Хайме де Мора і Арагон | директор готелю |
| Беатріс Шательє            | Саблім          |
| Жерар Кроче                | Бубуль          |
| Ів Барсак                  | Роберт Леплат   |
| Жан Жиро                   | житель          |
| Катя Тченко                | Колетт Леплат   |
| Жан Ескеназі               | відпочивальник  |